# Stanisław Pikulski
Stanisław Pikulski (ur. 6 grudnia 1945 w Charbinowicach, zm. 23 grudnia 2016 w Olsztynie) – polski prawnik, profesor nauk prawnych, specjalista prawa karnego i kryminalistyki, nauczyciel akademicki Uniwersytetu Warmińsko-Mazurskiego, w latach 2001–2008 i 2013–2016 dziekan Wydziału Prawa i Administracji Uniwersytetu Warmińsko-Mazurskiego w Olsztynie.

## Życiorys
Stanisław Pikulski studia prawnicze ukończył na Uniwersytecie Jagiellońskim w Krakowie. W 1982 uzyskał na Wydziale Prawa i Administracji Uniwersytetu Jagiellońskiego stopień naukowy doktora nauk prawnych na podstawie rozprawy pt. Przestępstwo szpiegostwa w teorii i praktyce. W latach 1986–1989 kierował Katedrą Taktyki Kryminalistycznej na Wydziale Prawa Akademii Spraw Wewnętrznych w Warszawie. Był też związany z Wyższą Szkołą Oficerską Ministerstwa Spraw Wewnętrznych w Legionowie, gdzie w stopniu podpułkownika pełnił funkcję zastępcy komendanta ds. dydaktyczno-naukowych od 1989 (po włączeniu szkoły w struktury Akademii Spraw Wewnętrznych był prodziekanem Wydziału Prawa). W latach 1997–1999 kierował Departamentem Prawnym Ministerstwa Spraw Wewnętrznych i Administracji.  
W 1994 na Wydziale Prawa i Administracji Uniwersytetu Śląskiego w Katowicach na podstawie dorobku naukowego oraz dzieła pt. Zabójstwo z zazdrości stopień doktora habilitowanego nauk prawnych w zakresie prawa, specjalność: prawo karne. W 2001 prezydent RP nadał mu tytuł profesora nauk prawnych.
W latach 2001–2008 był pierwszym dziekanem Wydziału Prawa i Administracji Uniwersytetu Warmińsko-Mazurskiego (wcześniej był prodziekanem Wydziału Zarządzania i Administracji oraz pełnomocnikiem rektora ds. utworzenia Wydziału Prawa i Administracji). Był profesorem zwyczajnym Uniwersytetu Warmińsko-Mazurskiego i kierownikiem Katedry Prawa Karnego Materialnego na Wydziale Prawa i Administracji UWM. W latach 2013–2016 ponownie pełnił funkcję dziekana tego Wydziału. W latach 90. wykładał ponadto na białostockiej filii Wydziału Prawa Uniwersytetu Warszawskiego. W latach 2003–2006 był rektorem Wyższej Szkoły Gospodarki Euroregionalnej im. Alcide De Gasperi w Józefowie. Wykładał także w Prywatnej Wyższej Szkole Nauk Społecznych, Komputerowych i Medycznych w Warszawie.
Pod jego kierunkiem stopień naukowy doktora uzyskało ok. 40 osób, m.in.: Piotr Rychlik (2013), Maciej Nawacki (2014) i Mariusz Ciarka (2014).
Został odznaczony m.in. Srebrnym (1979) i Złotym (1986) Krzyżem Zasługi oraz Krzyżem Kawalerskim (1990) i Oficerskim (2001) Orderu Odrodzenia Polski.
Syn Stefana i Michaliny. Został pochowany na cmentarzu komunalnym w Olsztynie-Dywitach.

## Wybrane publikacje
- Bezcelowość współczesnych kar i środków karnych, Olsztyn: Wydział Prawa i Administracji Uniwersytetu Warmińsko-Mazurskiego, 2013.
- Effectiveness of extradition and the European Arrest Warrant, Olsztyn: Wydawnictwo Uniwersytetu Warmińsko-Mazurskiego, cop. 2014.
- Ekspertyza psychiatryczna w procesie karnym, Warszawa: Wydawnictwo Prywatnej Wyższej Szkoły Businessu i Administracji, 2002.
- Granice kryminalizacji i penalizacji, Olsztyn: Pracownia Wydawnicza "ElSet", 2013.
- Karnomaterialne i kryminologiczne aspekty bezpieczeństwa państwa, Warszawa: Urząd Ochrony Państwa, 1996.
- Nowa metoda kryminalistycznej identyfikacji zwłok ludzkich, Szczytno: Wydawnictwo Wyższej Szkoły Policji, 1998.
- Podstawowe wiadomości o spółkach jako podmiotach prawa gospodarczego. Zarys wykładu, Rzeszów: Wydaw. WSIiZ, 1998.
- Podstawowe zagadnienia taktyki kryminalistycznej, Białystok: "Temida 2", 1997.
- Prawne i administracyjne aspekty bezpieczeństwa osób i porządku publicznego w okresie transformacji, Olsztyn: Wydawnictwo Uniwersytetu Warmińsko-Mazurskiego, 2000.
- Prawne środki zwalczania terroryzmu, Olsztyn: Wydaw. Uniwersytetu Warmińsko-Mazurskiego, 2000.
- Prawo policyjne, Katowice: "Polbod", 1991.
- Skuteczność ekstradycji i europejskiego nakazu aresztowania, Olsztyn: Wydawnictwo Uniwersytetu Warmińsko-Mazurskiego, cop. 2014.
- Tożsamość polskiego prawa karnego, Olsztyn: Pracownia Wydawnicza ElSet, 2011.
- Zabójstwo z zazdrości, Warszawa: Wydawnictwo Prawnicze, 1992.
- Zatrzymanie i tymczasowe aresztowanie w świetle praw i wolności obywatelskich, Olsztyn: Wydaw. Uniwersytetu Warmińsko-Mazurskiego, 2004[11].

W 2015 ukazała się w Szczytnie Meandry prawa karnego i kryminalistyki. Księga jubileuszowa prof. zw. dra hab. Stanisława Pikulskiego pod redakcją Jerzego Kasprzaka, Wojciecha Cieślaka i Izabeli Nowickiej.